# ドン・スティーヴン・セーナーナーヤカ
ドン・スティーヴン・セーナーナーヤカ（シンハラ語: දොන් ස්ටීවන් සේනානායක, 英語: Don Stephen Senanayake）は、セイロン（現在のスリランカ）の政治家。セイロン（現スリランカ）の初代首相であり「スリランカ建国の父」とされる人物。第2代首相ダッドリー・シェルトン・セーナーナヤカは長男。

## 生い立ち

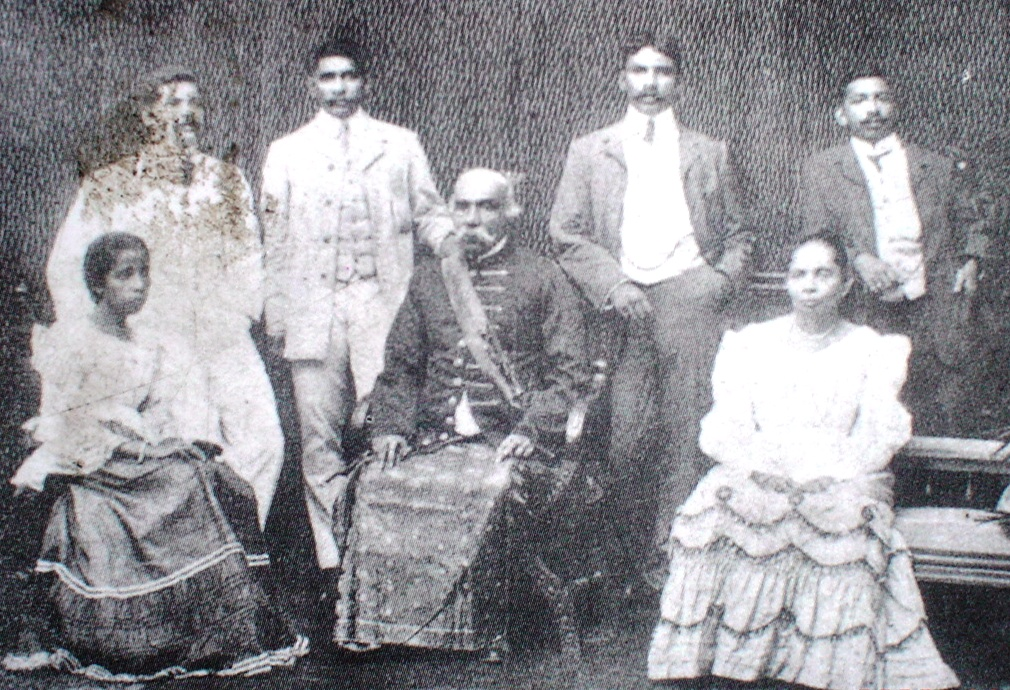
セーナーナヤカ家の家族写真

1883年10月21日、イギリス領セイロン南西部の実業家の三男として生まれる。父ドン・スペーター・セーナーナーヤケは黒鉛採掘で財産を築き、更に自身でプランテーションを経営していた。
実家は敬虔な仏教徒の家庭であったが、彼自身は英国国教会系の名門校であるセント・トーマス・カレッジ ムトワル校に入学した。学業成績は特に良い訳ではなかったがクリケットが非常に得意で、在学中にはロイヤル-トミアンにも出場し、クリケット選手として複数のチームに所属した。
大学卒業後は測量局で見習いをしたのち、兄と共に父の会社経営を手伝っていた。特に彼はプランテーションを中心に経営し、ゴムなどの新しい商業作物を自身の農園に導入した。また、長兄の保有する黒鉛鉱山の経営も担っており、その関係で1914年には政府派遣の黒鉛採掘調査団の一員としてマダガスカルへ派遣された。

## 政治活動

### セイロン独立前

#### 初期の政治活動
大学卒業後、セーナーナーヤカは二人の兄と一緒に後の独立運動に繋がるセイロンの禁酒運動に参加した
1914年に第一次世界大戦が勃発し三兄弟はコロンボ自警団に入団したが、1915年に発生した暴動の際に逮捕、収監された。当時のセイロン総督が先述の禁酒運動を反政府運動として認識していたため、彼らは処刑の危機に直面した。結果的には46日間の収監ののちに保釈され、そのまま不起訴となった。
暴動に対するイギリス本国の弾圧は、教育を受けた中産階級による独立運動を生むこととなった。セーナーナーヤカは次兄フレドリック・リチャードが結成した政党に長兄と一緒に入党し、兄たちと一緒に独立運動を参加していた。しかし、当時は兄の活動の支援が中心で彼自身が活動を主導することはなかった。

#### 国会議員時代
1924年、セーナーナーヤカは立法評議会議員選挙にニゴンボ選挙区から立候補し、無投票当選で選出された。そして、翌年1925年に兄のフレデリック・リチャード・セーナーナヤカがブッダガヤへの巡礼中に死亡した後は、彼自身が独立運動を主導することとなった。議会では特に農業・土地・灌漑政策を中心に活動し、植民地的な政策に対して疑問を投げかけた。具体的にはスリランカ鉄道の運営費やダム建設の遅延に対して疑問を呈し、ペラデニヤ大学の創設を提唱した。そして、1931年ドナモア憲法によって設置された国家評議会議員に、自身の政党セイロン全国会議の代表として選出され、第一次組閣において農業・土地大臣に就任した。

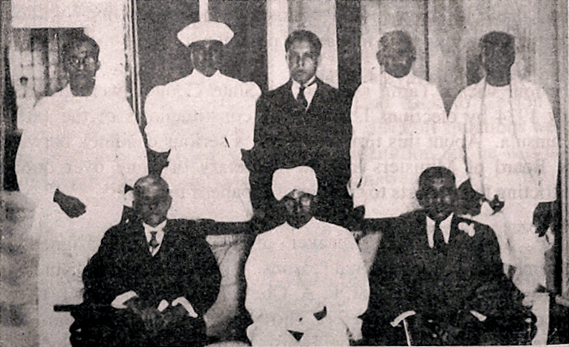
1936年、第2代セイロン内閣

#### 農業・土地大臣時代
農業・土地大臣としてセーナーナーヤカはセイロンの農業問題に効果的に対処するために土地開発条例を制定し、セイロンの米問題に対処するための農業政策を導入した。この政策によってセーナーナーヤカは多くの人々の尊敬を集め、1936年に再選されてから15年間大臣を務め続けた。また「農業近代化プログラム」という政策を実施し、農業生産性の向上に取り組んだ。その他にも協同組合の拡大、 セイロン銀行の設立支援など、数々の政策を行った。また、1938年には動植物保護条例を導入してヤーラ国立公園を設立した。
1940年、内務大臣の要請に従うことを警察長官が拒否したことから生じた総督との激しい議論の結果セーナーナーヤカは農業・土地大臣を辞任し、他の大臣もこれに続いた。その後、総督との和解がなされ、セーナーナーヤカの辞任は取り下げられた。

### 第二次世界大戦

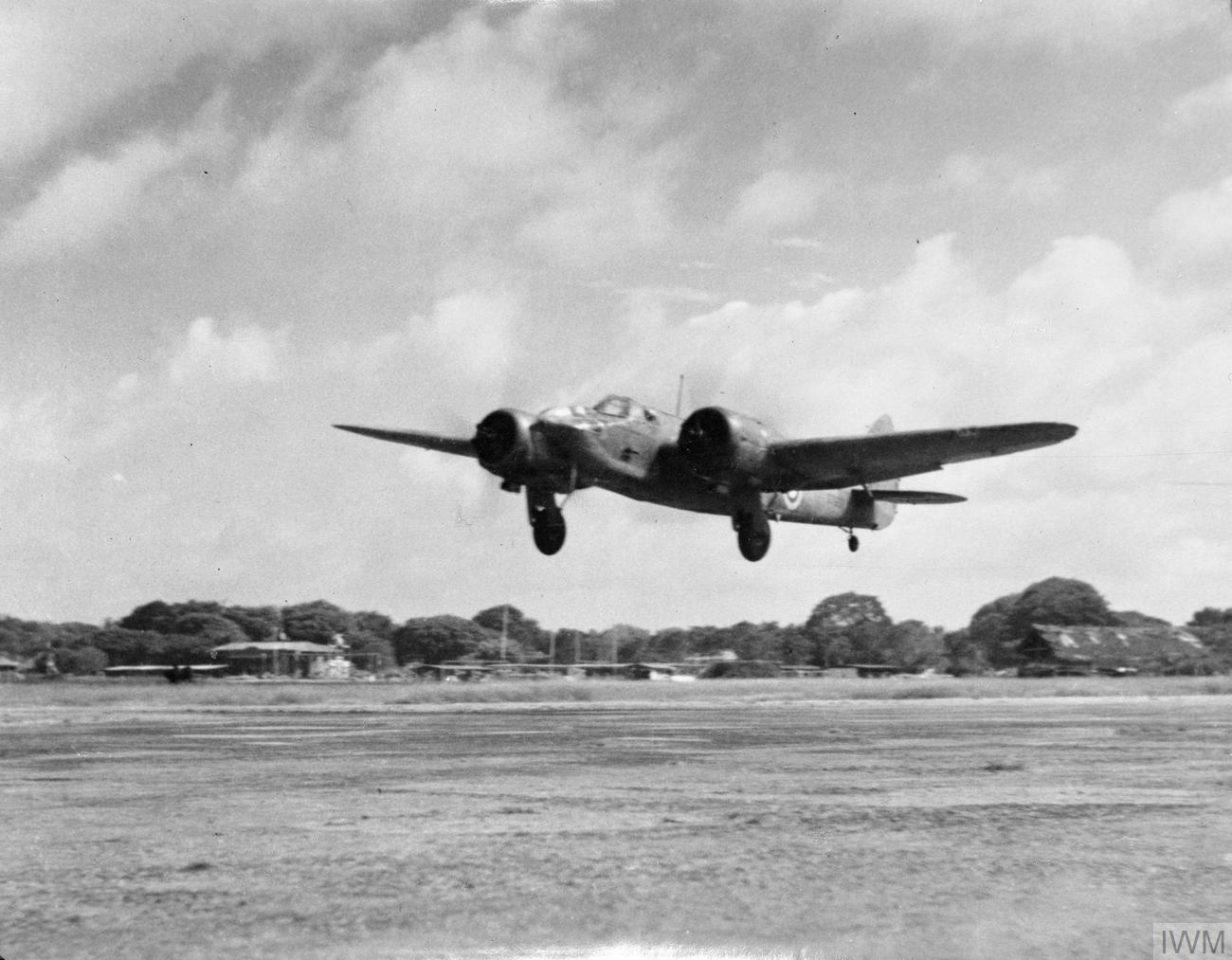
第二次世界大戦中、コロンボ競馬場から離陸するイギリス空軍爆撃機ブリストル ブレニム

第二次世界大戦中、セーナーナーヤカは農業・土地大臣およびセイロン戦時評議会の議員として、食料供給と管理において積極的な役割を果たした。また、彼はセイロン沖海戦で活用されたコロンボ・レースコースの飛行場化を含む多くの防衛プロジェクトを任された。この間セーナーナーヤケは、市民防衛副長官でセイロン・ユニバーシティ・カレッジ(コロンボ大学の前身)学長のアイバー・ジェニングスと親密な関係を構築した。その後、憲法学者であるジェニングスは、セイロンの独立を目指したセーナーナーヤカの憲法改正に関する顧問を務めた。

### セイロンの独立

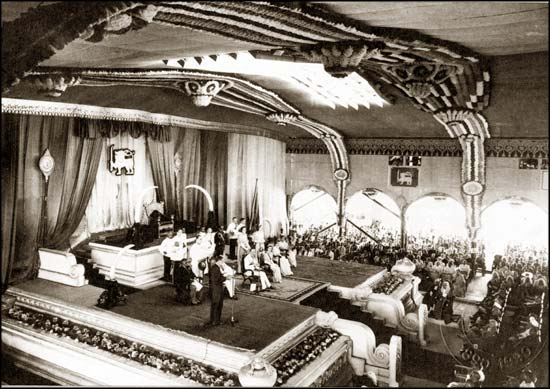
セイロン初代首相セーナーナーヤケの前で独立後初の国会開会宣言を行うグロスター公ヘンリー皇太子

1942年12月、セーナーナーヤカは内務大臣バロン・ジャヤティルカの退任により、国会議長および閣僚会議副議長に就任した。1943年5月26日、イギリス政府は「1943年のセイロン憲法改正に伴うホワイトホール宣言」を行い、これによりセイロンの大臣は、彼らの独立運動を止めようと本国の植民地省に要請する総督を迂回して、議題を提出できるようになった。セーナーナーヤカは国会の完全独立に関する決議に反対して国会議員を辞職し、代わりに自治領として独立することを、イギリスに提案した。
1945年にセーナーナーヤケは植民地大臣オリヴァー・スタンリーに会うためにロンドンへ向かった。彼の渡航中にロンドンでは総選挙で労働党が勝利し、ジョージ・ホールが大臣に就任していたため、ロンドンではホールと面会した。1946年、彼は完全な独立を推し進めるためにに内閣を辞職した。そして、同じ年に自治領を支持する右派政党3つを合併させ、統一国民党（UNP）を結成した。
1947年、インドが独立し、植民地大臣にアーサー・クリーチ・ジョーンズが任命されたことに伴い、セーナーナーヤカはソウルベリー委員会が推奨する新しい憲法を使用して彼の訴訟を推進するための新しい窓口を設置した。そして、その後の交渉で英国政府は憲法改正と自治に関するセーナーナーヤカの提案を受け入れた。セーナーナーヤカはセイロンの独立に関する憲法改正案を国会に提出し、国会は3票の反対を除く賛成多数で議決した。
独立に伴う議会選挙は、1947年8月23日から9月20日までで開催された。これまでずっと無投票当選だったセーナーナーヤカもミリガマ選挙区で対立選挙となった。彼の率いたUNPも、エドモンド・サマラコディ率いるインド・セイロン・ビルマ ボルシェビキ・レーニン党に対して16,000票以上の票差をつけて勝利した。UNPは、総選挙で過半数を下回ったが、 全セイロン・タミル会議と連立して内閣を形成することができた。
同年9月24日、セーナーナーヤカはセイロン自治領総督ヘンリー・モンク＝メイソン・ムーアからセイロンの初代首相に就任することを要請された。同年11月11日、セーナーナーヤカとヘンリー総督はセイロン・イギリス間の防衛協定、公的サービス協定を含む独立協定に署名し、セイロン独立法は12月に可決された。こうして1948年2月4日、国会の開会に際してセイロンの独立が宣言された。

## 首相時代の政策

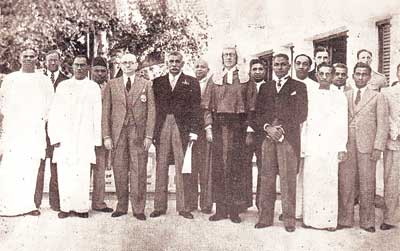
内閣総理大臣としてのDSセナナヤケ。

首相就任後、セーナーナーヤカは独立国家に必要な機関を設立する手続きを開始した。ほとんどの機関が存在していたが、貿易、防衛、外交に関しては引き続きイギリスに依存していた。彼は騎士の称号を辞退したが、イギリスとの良好な関係を維持し、1950年にはセイロン人として初めて枢密顧問官に任命された。

### 国家開発
セーナーナーヤカは大胆に人口を分散させる計画を立て、ガル・オヤ計画によって25万人以上を移転させた。さらに農業・土地大臣在職中に始めた農地政策を拡大し、息子のダッドリー・セーナーナーヤカがそれを引き継いだ。また第二次大戦中に急速に拡大した人口と食料不足に直面して、自給自足のために地元の食料生産を増やすことを目指した。アヌラーダプラ、ポロンナルワなどの歴史的に重要な遺跡の改修も同時期に行われた。また、エネルギーに関しては国内での水力発電の拡大を提案した。

### 市民権
1948年に導入したセイロン市民権法により70万人以上のタミル人が市民権を剥奪され、無国籍となった。この法案は、セイロン・インディアン会議、シンハラ人左翼政党、全セイロン・タミル会議によって議会で激しい反対を受けた。

### 外交・防衛
セーナーナーヤカ政権はセイロン独立後の外交政策を発展させ、諸外国との国交を樹立した。最初にコモンウェルスの会員資格を取得した上で他加盟国との外交関係を確立し、続いてアメリカ、日本との国交を樹立した。また1950年1月にはイギリス連邦外相会議をコロンボで主催し、コロンボ・プランを設立した。 

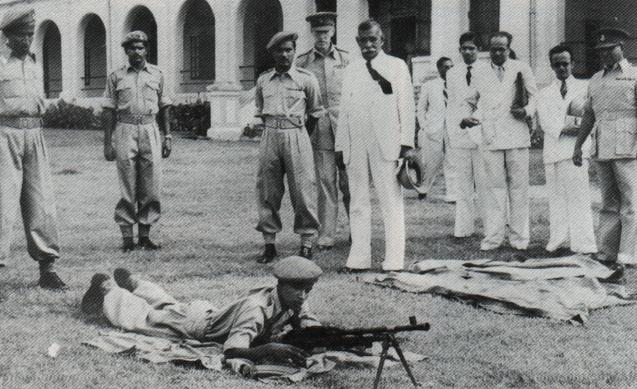
エシェロン広場の CLIの第1大隊を訪問するセーナーナーヤカ 。

植民地時代、セイロンは小規模な義勇軍のみ保有し防衛はイギリス軍が行なっていたが、セーナーナーヤカは陸軍法（1949）海軍法（1950）空軍法（1951）を導入してセイロン軍を創設した。セイロンは独立の際にイギリスと安全保障協定を結んでいたため、イギリス軍はセイロン領内の基地を引き続き保有し、セイロン軍はイギリス軍から訓練と武装の支援を得た。

### 政治的課題
首相在任初期、セーナーナーヤカは多くの左翼政党からの反対と批判に直面した。また彼は就任後すぐに、内閣の最有力メンバーの1人であり、党内最大派閥のリーダーであるソロモン・バンダラナイケと対立に直面した。バンダラナイケが自分の政党シンハラ・マハ・サバ党を率いてUNPに加入した1947年当時、セーナーナーヤカはじきに政界を引退してバンダラナイケに政権を引き継ぐと思われていた。しかし、セーナーナーヤカが一向に引退しようとしないのに加え、1951年に彼が採った強硬的な民族主義政策に対してバンダラナイケが反発、バンダラナイケは内閣を辞職した上でシンハラ・マハ・サバ党を解散し、新たにスリランカ自由党（SLFP）を設立した。
対してセーナーナーヤカは、バンダラナイケが掲げていた保健政策および地方自治体政策を引き継ぎ、その後の数ヶ月間議会の休憩に対抗した。

## セーナーナーヤカの死
1952年3月21日金曜日、セーナーナーヤカは公邸のあるテンプル・ツリーから少し離れたゴール・フェイス・グリーンへ日課の乗馬をしに行った。彼は愛馬チトラに乗っており、数名の騎馬警官と警視総監のサー・リチャード・アルウィハレなどが随伴していた。そして、馬の足並みが駆け足からギャロップに変わったその時、突如としてセーナーナーヤカが落馬した。脳卒中の発作だと考えられている。
彼は病院へ搬送され、そこで32時間の間意識を失っていた。彼は、セイロンの上級外科医であり、世界保健機関の医療ミッションの一環としてセイロンを訪れていたマニトバ大学教授チームであるM・V・Pピーリス医師によって治療された。神経外科医のサー・ヒュー・カーンズ医師をセイロンへ派遣するため、英国首相ウィンストン・チャーチルは、イギリス空軍ヘイスティングスを出動させた。しかし、3人の医師と2人の看護師を加えたイギリス空軍機が離陸に向けてタキシングをしていた時、彼らは病状が悪化しており手遅れだという知らせを受けた。さらに、インドとパキスタンから2人の脳神経外科医がコロンボに到着したが、それも手遅れだった。セーナーナーヤカは、1952年3月22日午後3時30分に死亡した。
彼の遺体はテンプル・ツリーで安置されたのち、翌朝国会議事堂へ運び込まれた。そして、その死を悼む50万以上の人々が国会議事堂を訪れた。彼の国葬はコロンボで行われ、約3万2千人が参列した。

## 私生活
セーナーナーヤカは動物の世話を好み、ゾウ、ブタ、ウシ、イヌなど数多くの家畜やペットを飼っていた。また、熱心な園芸家でもあった彼は、ランを栽培し、通常はスーツの襟にランを差していた。1910年にはコロンボ市議会議員の娘であるモリー・ドゥヌウィラと結婚し、間に2子をもうけた。長男のダッドリー・シェルトン・セーナーナーヤカは父の役職を引き継いでセイロンの第2代首相となり、その後も2度首相職に就任した。

## 参照資料
1. 1 2  “Prime Ministers”. 2008年3月25日時点のオリジナルよりアーカイブ。2019年9月23日閲覧。
2. 1 2  Walter Wijenayake (2010年3月22日). “D. S. Senanayake: A leader with extraordinary vision” (英語). The Island 2019年9月21日閲覧。
3. ↑  “DS hobnobbed with the mighty but kept the common touch” (英語). (2015年10月20日).  オリジナルの2013年3月29日時点におけるアーカイブ。
4. ↑  “D. S. Senanayake | prime minister of Ceylon” (英語). Encyclopedia Britannica. 2019年9月23日閲覧。
5. ↑  D. T. Aponso-Sariffodeen (2001年2月4日). “'From 'half a loaf' to Independence” (英語). www.sundaytimes.lk. 2019年9月21日閲覧。
6. ↑  Drene Terana Sariffodeen. “What caused the rift between D.S. and Sir Baron” (英語). www.sundaytimes.lk. 2019年9月23日閲覧。
7. ↑  “The Sunday Times Plus Section”. www.sundaytimes.lk. 2019年9月21日閲覧。
8. ↑  “Sri Lanka - Sinhalese Parties” (英語). countrystudies.us. 2019年9月23日閲覧。
9. ↑  伊勢雅臣 (2016年4月27日). “日本を分割占領から救った、スリランカ代表の「愛」の演説”. まぐまぐニュース！. 2019年10月4日閲覧。
10. ↑  “D.S. Senanayake – A nation’s father, undisputed leader of all time” (英語). Daily FT (2016年3月22日). 2019年9月23日閲覧。
11. ↑  "No. 38797". The London Gazette (英語). 30 December 1949. p. 1.
12. ↑  ChaRNika Imbulana (2016年3月22日). “D. S. SENANAYAKE A NATION'S FATHER and Undisputed Leader” (英語). Daily News, Sri Lanka 2019年9月24日閲覧。
13. ↑  Apparthuray Vinayagamoorthy (2003年11月8日). “103rd Birth Anniversary today : G. G. Ponnambalam - Founder of ACTC” (英語). Daily News, Sri Lanka. 2011年6月4日時点のオリジナルよりアーカイブ。2009年6月20日閲覧。
14. ↑  Richardson (2005), Paradise Poisoned, p. 145.